# Enallagma novaehispaniae
Enallagma novaehispaniae är en trollsländeart som beskrevs av Philip Powell Calvert 1907. Enallagma novaehispaniae ingår i släktet Enallagma och familjen dammflicksländor. Inga underarter finns listade i Catalogue of Life.